# Benito Caballero Garza
Benito Caballero Garza (24 settembre 1965) è un politico messicano, facente parte del PRI.
Attualmente ricopre la carica di deputato della LXII Legislatura del Congresso Messicano come rappresentante dello Stato di Nuevo León.